# NGC 3441
NGC 3441 је спирална галаксија у сазвежђу Лав која се налази на NGC листи објеката дубоког неба.
Деклинација објекта је + 7° 13' 30" а ректасцензија 10h 52m 31,0s. Привидна величина (магнитуда) објекта NGC 3441 износи 13,5 а фотографска магнитуда 14,2. NGC 3441 је још познат и под ознакама UGC 5993, MCG 1-28-17, CGCG 38-40, ARAK 263, PGC 32642.